# Gaugino
Secondo la teoria della supersimmetria, un gaugino è l'ipotetico superpartner di un bosone di gauge; esso appartiene alla classe dei fermioni.
I gaugini sono:
- fotino, superpartner del fotone;
- gluino, superpartner del gluone e porta la carica di colore;
- wino, superpartner del bosone W;
- zino, superpartner del bosone Z;
- gravitino, superpartner del gravitone;
- higgsino, superpartner del bosone di Higgs.

Finora tutte queste particelle sono state solamente ipotizzate. Al 2022, il Large Hadron Collider non li ha ancora osservati.

## Supersimmetria
| Alcune coppie | Alcune coppie | Alcune coppie | Alcune coppie                   |
| Particella    | Spin          | Partner       | Spin                            |
| ------------- | ------------- | ------------- | ------------------------------- |
| Gluone        | 1             | Gluino        | {\displaystyle {\tfrac {1}{2}}} |
| Fotone        | 1             | Fotino        | {\displaystyle {\tfrac {1}{2}}} |
| Bosone W      | 1             | Wino          | {\displaystyle {\tfrac {1}{2}}} |
| Bosone Z      | 1             | Zino          | {\displaystyle {\tfrac {1}{2}}} |
| Gravitone     | 2             | Gravitino     | {\displaystyle {\tfrac {3}{2}}} |

Nella fisica delle particelle, la supersimmetria è una simmetria che trasforma particelle bosoniche (che possiedono spin intero) in particelle fermioniche (che hanno spin semi-intero) e viceversa. Infatti, in relazione ad una trasformazione di supersimmetria, ogni fermione ha un superpartner bosonico ed ogni bosone ha un superpartner fermionico. Le coppie sono state battezzate partner supersimmetrici, e le nuove particelle vengono chiamate appunto spartner, superpartner, o sparticelle. Più precisamente, il superpartner di una particella con spin {\displaystyle s} ha spin
{\displaystyle s-{\frac {1}{2}}}
alcuni esempi sono illustrati nella tabella. Nessuna di esse è stata fino ad ora individuata sperimentalmente, ma si spera che il Large Hadron Collider del CERN di Ginevra possa assolvere a questo compito a partire dal 2009, data della sua messa in funzione. Per il momento esistono infatti prove esclusivamente indirette dell'esistenza della supersimmetria. Siccome i superpartners delle particelle del Modello Standard non sono ancora stati osservati, la supersimmetria, se esiste, deve necessariamente essere una simmetria rotta, così da permettere che i superpartners possano essere più pesanti delle corrispondenti particelle presenti nel Modello Standard.

## Tipi di gaugini

### Fotino
Il fotino è l'ipotetica superparticella fermionica del fotone. I fotini hanno numero leptonico 0, numero barionico 0, spin ½. Con una R-parità pari a −1 sono un possibile candidato per la materia oscura.

### Gluino
Il gluino è una particella ipotetica che corrisponderebbe al partner supersimmetrico del gluone. È un fermione di Majorana nella rappresentazione aggiunta di SU(3), in quanto tale ha otto possibili stati di colore e l'antiparticella del gluino coincide con il gluino stesso. Interagisce con le altre particelle del Modello Standard attraverso la forza forte. Le attuali ricerche non sono riuscite a trovare evidenze circa l'esistenza del gluino, i limiti inferiori alla sua massa sono attorno ad 1 TeV, anche se dipendono dal preciso modello supersimmetrico preso in considerazione.

### Gravitino
Nelle teorie supersimmetriche di gravità, come la supergravità, il gravitino è il superpartner del gravitone. Si tratterebbe di un fermione di spin 3/2, e pertanto obbedisce alla equazione di Rarita-Schwinger.
Nell'ipotesi che il gravitino sia la particella supersimmetrica più leggera e che la R-parità sia conservata (o quasi conservata), allora la maggior parte delle particelle supersimmetriche o tutte le particelle supersimmetriche possono decadere nei loro partner di supersimmetria e in un gravitino. Questo darebbe luogo ai seguenti effetti:
1. Il gravitino potrebbe contribuire alla maggior parte della materia oscura dell'universo.
2. Tali decadimenti potrebbero essere osservati negli acceleratori di particelle futuri. Il rilevamento potrebbe essere effettuato così che una particella supersimmetrica neutra decada all'interno del rivelatore di particelle (cosa possibile solo per tempi di vita molto brevi) sia che una particella supersimmetrica carica sia fermata al di fuori del rivelatore (e questo sarebbe possibile anche nel caso di tempi di vita più lunghi).

L'altra particella candidata ad essere la particella supersimmetrica più leggera è il neutralino.